# Anaideia
Anaideia (en grec ancien Αναιδεια / Anaideia) est la personnification du caractère impitoyable, impudique et de l'absence de pitié dans la mythologie grecque. Elle est la compagne d'Hybris. Les Athéniens en ont fait une divinité, symbolisée par une perdrix.

## Opposé
Comme c'est souvent le cas avec les personnifications, Anaideia a une divinité opposée. Dans le cas d'Anaideia, son opposée est Éléos, la déesse de la miséricorde.

## Culte
Un culte à Athènes est déjà mentionné par Xénophon dans son Banquet, qui permet à Socrate de comparer les Athéniens avec les Spartiates. Ainsi, contrairement aux Athéniens qui adorent Anaideia, les Spartiates adorent Aidos, la modestie personnifiée.
Théophraste mentionne l'existence d'un autel d'Anaideia à côté d'un autel d'Hybris à Athènes.
Dans des interprétations ultérieures, les autels sont décrits comme remontant au prêtre et philosophe Épiménide. En effet, Cicéron explique qu'Épiménide a fait construire un temple pour elle et pour l'orgueil (Hybris) après que Cylon fut lapidé à mort à l'autel d'Athéna, événement décrit dans l'historiographie athénienne comme le "sacrilège de Cylon". 
On pense que les autels étaient les deux pierres brutes de l'Aréopage, sur lesquelles, nous dit Pausanias dans sa Description de la Grèce, l'accusé et le plaignant devaient se tenir devant un tribunal :
"Les pierres non taillées [dans l'Aréopagos, Athènes] sur lesquelles se tiennent les accusés et les procureurs, ils [l'] appellent la pierre d'Hybris et d'Anaideia."

## Philosophie
Anaideia en tant que principe philosophique constitue l'une des trois caractéristiques fondamentales de la figure des philosophes cyniques, avec l'adiaphora (l'indifférence) et la parrhésie (la franchise et la liberté d'expression).
C'est l'anaidea qui conduit à la comparaison de ces philosophes avec des chiens, d'où le mot cynique ; puisque comme ces animaux qui vivent avec les humains mais conservent leurs habitudes naturelles, les philosophes cyniques se comportent sans vergogne, irrévérencieusement, suivant la satisfaction de leurs besoins à la fois physiquement et spirituellement,.